# ブロックトン・ロックス
ブロックトン・ロックス（Brockton Rox）は、アメリカ合衆国のアマチュア野球チーム。本拠地は、アメリカ合衆国マサチューセッツ州ブロックトン。

## 歴史
2002年に創設され、ノーザンリーグ（ノーザンリーグ・イースト）に加盟。
2003年、ノーザンリーグ・イーストが再びノースイースト・リーグとして独立したため、そちらに加盟。同年、初のリーグ優勝を果たした。
2012年からフューチャー大学野球リーグに加盟し、アマチュア球団となった。

## 所属選手
- ウェイン・ラングレン（2006年、元：岩手21赤べこ野球軍団）
- スティーブ・デラバー（2008年 - 2009年、元：広島東洋カープ）
- トラビス・ヒューズ（2011年、元：横浜ベイスターズ）
- 西川徹哉（2011年、元：高知ファイティングドッグス、神戸9クルーズ、兵庫ブルーサンダーズ）